# Theodora von Griechenland sen.

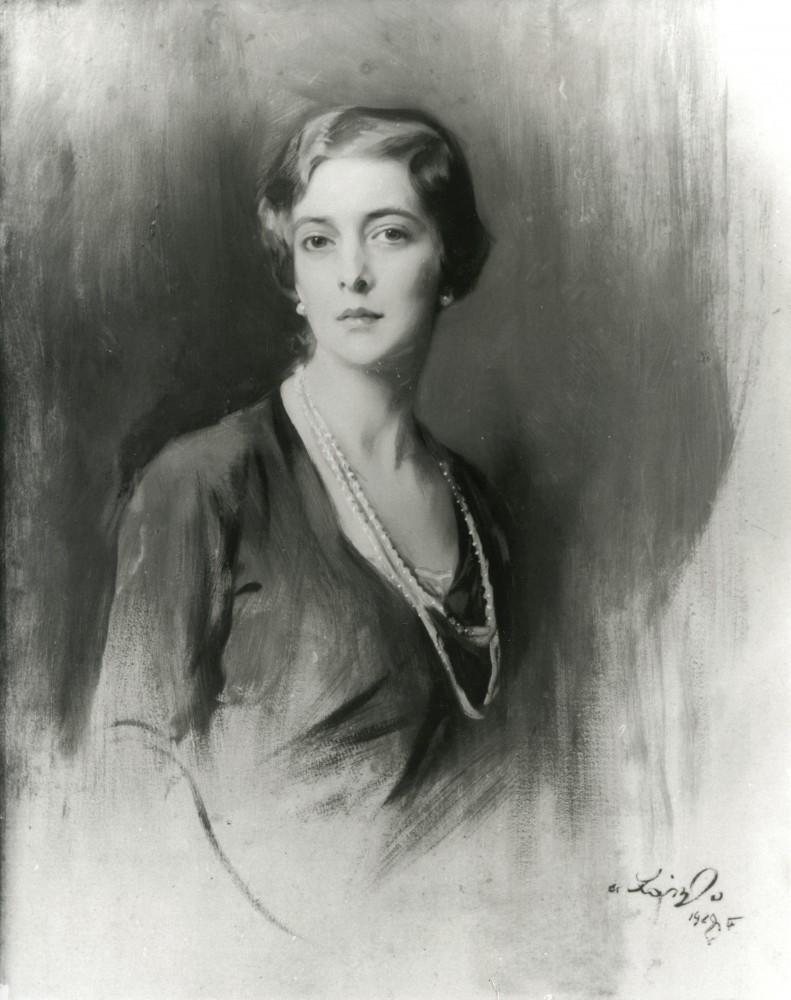
Theodora von Griechenland, Porträt von Philip Alexius de László (1928)

Theodora Prinzessin von Griechenland und Dänemark, Prinzessin und Markgräfin von Baden, Herzogin von Zähringen, (* 30. Mai 1906 in Athen; † 16. Oktober 1969 in Konstanz) war ein Mitglied des Hauses Schleswig-Holstein-Sonderburg-Glücksburg.

## Leben
Theodora war die zweite Tochter von fünf Kindern des Prinzen Andreas von Griechenland (1882–1944) und dessen Gemahlin Prinzessin Alice von Battenberg (1885–1969). Sie war eine Schwester des britischen Prinzgemahls Philip, Duke of Edinburgh und damit Tante von dessen ältestem Sohn, dem späteren König Charles III., sowie die Enkelin väterlicherseits von König Georg I. von Griechenland und der Großfürstin Olga Konstantinowna Romanowa, einer Nichte von Zar Alexander II., und mütterlicherseits des Prinzen Ludwig von Battenberg (später Louis Mountbatten) und der Prinzessin Viktoria von Hessen-Darmstadt, die eine Enkelin von Queen Victoria war.

## Familie
Am 17. August 1931 heiratete sie in Konstanz Berthold Markgraf von Baden (1906–1963), einziger Sohn aus der Ehe von Max von Baden und dessen Gemahlin Maria-Luise von Hannover-Cumberland, Prinzessin von Großbritannien und Irland (1879–1948), Tochter von Kronprinz Ernst August von Hannover und dessen Gemahlin Prinzessin Thyra von Dänemark. Aus der Ehe gingen folgende Kinder hervor:
- Margarita Alice Thyra Viktoria Marie Louise Scholastica (* 14. Juli 1932 in Salem; † 15. Januar 2013 in Farnham)[3][4]
- Maximilian Andreas Friedrich Gustav Ernst August Bernhard (* 3. Juli 1933 in Salem; † 29. Dezember 2022 ebenda)
- Ludwig Wilhelm Georg Ernst Christoph (* 16. März 1937 in Karlsruhe)